# Jack Moore
Jack Moore (* 2. April 2003 in Pemberton, British Columbia) ist ein kanadischer Kinderdarsteller und Schauspieler in Film und Fernsehen.

## Leben und Karriere
Jack Moore ist ein kanadischer Schauspieler, geboren am 2. April 2003 in Pemberton (British Columbia).
Jack Moore begann seine Schauspielkarriere im Jahr 2015. Sein Debüt gab er in der Serie Minority Report, wo er in einer Episode als Bradford Winter auftrat. Im selben Jahr hatte er einen kurzen Auftritt in The Flash als kleiner Junge.
Seinen Durchbruch hatte er mit der Rolle des jungen William Clayton in Arrow, dem Sohn von Oliver Queen. Er trat erstmals in der vierten Staffel auf und war bis zum Serienfinale 2020 immer wieder in dieser Rolle zu sehen.

## Filmografie (Auswahl)
- 2015: Minority Report (Fernsehserie, 1 Folge)
- 2015: The Flash (Fernsehserie, 1 Folge)
- 2015–2020: Arrow (Fernsehserie, 27 Folgen)
- 2016: Supernatural (Fernsehserie, 1 Folge)
- 2019: Republic of Sarah[5]